# Profibus
PROFIBUS nije jedinstven komunikacioni sistem, to je paket različitih protokola izgrađenih na principu magistrala na nivou polja (Field-Bus) . Korisnici mogu kombinovati različite PROFIBUS protokole sa svojim softverom i drugim zahtevima. Sa više dostupnih profila, PROFIBUS može da odgovara različitim specifičnim potrebama. Sve u svemu, PROFIBUS uređaji zadovoljavaju visoke standarde kvaliteta doprinoseći tako visokom kvalitetu mreže.
PROFIBUS komunikacija spada u grupu digitalne serijske komunikacije koja se zasniva na RS-485 standardu. Upotrebom PROFIBUS mrežnog protokola značajno se smanjuju troškovi instaliranja i održavanja mreže u odnosu na industrijske mreže klasičnog tipa. Pogodnost ovog komunikacionog protokola je i ta što je internacionalno standardizovan, tako da korišćenje opreme različitih proizvođača ne predstavlja problem. Što je jako bitna stavka u smislu uštede prilikom instaliranja sistema i konkurentnosti proizvođača na tržište.

## Poreklo
PROFIBUS (PROcess FIeld BUS) je stvoren pod pritiskom nemačke vlade, nemačkih kompanija i drugih industrijskih lidera kasnih osamdesetih. Njihov napor je stvorio automatizaciono rešenje koje ne samo da je i danas održivo, već vodi i ka novim rešenjima. Ponosno nasleđe PROFIBUS-a omogućava mnogim evropskim korisnicima da se okrenu automatizaciji određenoj njihovim potrebama. Godine 1987, 21 kompanija i institut su udružili snage kako bi kreirali novi protokol. Njihov cilj je bio da stvore bit-serijski Fieldbus sistem. Kako bi sistem bio održiv, javila se potreba za standardizacijom uređaja i interfejsa. Grupa, koja je uzela naziv Centralno udruženje za elektroindustriju (Central Association for the Electrical Industry, ZVEI) , završila je ovaj posao stvorivši PROFIBUS FMS (Fieldbus Message Specification).
Novi protokol je zadovoljavao standardizaciju industrijske automatizacije. Protokol je bio u mogućnosti da obavlja poslove složene komunikacije. ZVEI tada nije završio svoj posao, već su 1993. uveli novi standard, PROFIBUS DP (Decentralizovane Periferije). Novu verziju je karakterisala veća jednostavnost, uključujući lakšu konfiguraciju i brži prenos podataka. Nakon toga ZVEI nastavlja sa radom u oblasti industrijske elektronike u Nemačkoj. Međutim, njihov rad na stvaranju PROFIBUS-a bio je od vitalnog značaja.
PROFIBUS standardi se održavaju i plasiraju preko par važnih organizacija. 1989. proizvođači i korisnici PROFIBUS-a stvorili su PROFIBUS Korisničku organizaciju (PNO). Ova organizacija je bila, a i danas je, nekomercijalni poduhvat. Članovi PNO rade na unapređivanju PROFIBUS-a kroz podršku i edukaciju, uključujući i objavljivanje dokumenata koji pomažu korisnicima da zadovolje svoje potrebe korišćenjem postojeće tehnologije.
Veća organizacija formirana je 1995. godine pod nazivom PROFIBUS Internacional (PI). Kao najveće udruženje korisnika Fieldbus-a, PI je u stanju da preduzme brojne poslove od vitalnog značaja za napredovanje PROFIBUS-a. Kao i PNO i PI edukuje korisnike i pomaže unapređenju položaja PROFIBUS-a širom sveta. Organizacija i danas funkcioniše, pomažući u osiguravanju kvaliteta, postavljanju standarda i razvoju novih PROFIBUS standarda.

## Topologija
PROFIBUS koristi  topologiju magistrale. Kod ove topologije, centralni vod ili magistrala, prolazi kroz čitav sistem, dok su svi uređaji povezani sa njom. Ovakav sistem eliminiše potrebu da vodovi pune dužine idu od kontrolera do svakog pojedinačnog uređaja. U prošlosti, svaki PROFIBUS uređaj je morao biti povezan direktno sa magistralom. Tehnološki napredak je međutim omogućio upotrebu dvožičnog sistema . U ovoj topologiji, centralna magistrala PROFIBUS-a može biti povezana sa ProfiNet Eternet sistemom. Na ovaj način, više PROFIBUS magistrala može biti međusobno povezano.

## Tipovi PROFIBUS-a
PROFIBUS sistem je napredovao kroz nekoliko revizija. U nekim slučajevima, napredak je dovodio do pojave novih tipova PROFIBUS-a, dok su u drugim slučajevima nove revizije značile različite verzije istog tipa PROFIBUS-a. U svakom slučaju, raznovrsnost PROFIBUS rešenja znači da se sistem može prilagoditi potrebama različitih grana industrije.

### Profibus FMS
Početna verzija PRPOFIBUS-a bio je PROFIBUS FMS (Specifikacija poruka pomoću magistrale polja). PROFIBUS FMS je dizajniran za komunikaciju između programabilni logički kontroler i PC-eva. Kao početni napor PROFIBUS dizajnera, FMS tehnologija nije bila dovoljno fleksibilna. Ovaj protokol nije bio pogodan za manje kompleksnu komunikaciju na širim komplikovanijim mrežama. Novi tipovi PROFIBUS-a će zadovoljiti ove potrebe. PROFIBUS FMS je i danas u upotrebi, iako velika većina korisnika smatra da su novija rešenja pogodnija.

### Profibus DP
Drugi tip PROFIBUS-a je univerzalniji. Nazvan PROFIBUS DP (Decentralizovane Periferije), ovaj protokol je mnogo jednostavniji i brži. U današnje vreme, od svih aplikacija gde se koristi neki od PROFIBUS sistema, PROFIBUS DP zauzima ogromnu većinu. PROFIBUS DP postoji u tri različite verzije: DP-V0, DP-V1 i DP-V2. Svaka verzija donosi novije, komplikovanije funkcije. 

### Profibus PA
PROFIBUS PA (Procesna Automatizacija) je protokol osmišljen za procesnu automatizaciju. Zapravo, PROFIBUS PA je tip PROFIBUS DP aplikativnog profila. PROFIBUS PA standardizuje proces prenosa mernih podataka i posebno je kreiran za upotrebu u opasnim okruženjima. U većini okruženja PROFIBUS PA radi preko RS-485 (Upredene parice). Ovaj medijum, zajedno sa PA aplikacionim profilom obezbeđuje napajanje preko magistrale. U eksplozivnim okruženjima međutim, ovo napajanje može dovesti do varnica koje mogu izazvati  eksploziju. Kako bi se ovo izbeglo, PROFIBUS PA može biti korišćen sa MBP tehnologijom

## MBP Tehnologija
MBP (Manchester Napajanje preko Magistrale) medijum je osmišljen za upotrebu sa PROFIBUS PA protokolom. On omogućava i  prenos podataka i napajanje. Ova tehnologija obara napon napajanja. Niži napon napajanja smanjuje ili gotovo eliminiše mogućnost eksplozije. Magistrale koje koriste MBP mogu da dostignu dužinu od 1900 metara.

## Profibus DP
Kao što je pre spomenuto, PROFIBUS DP protokol je specijalno projektovan da zadovolji potrebe brze komunikacije između distribuiranih periferija u automatizovanim postrojenjima industrije. Fizički medijum za PROFIBUS DP zasniva se na RS-485 standardu koji definišeupotrebu oklopljenog, uvijeng, dvožilnog kabla. Mogu se odabratibrzine prenosa u opsegu od 9.6Kbit/s do 12Mbit/s, pri čemu se ta brzina odnosi na sve uređaje koji su priključeni na magistralu.
Povezivanje uređaja na PROFIBUS mrežu omogućeno je korišćenjem 9-pinskog sub-D konektora. U konektore su ugrađeni otpornici za terminaciju magistrale. Pomeranjem prekidača koji se nalazi na kućištu konektora u ON položaj vrši se terminacija.
Terminacija magistrale je ostvarena korišćenjem tzv.“povlačećeg” otpornika prema DGND potencijalu i “podižućeg” otpornika prema napajanju -Vp potencijal. Ova dva otpornika služe za definiciju potencijala na magistrali između dva telegrama. Linija A i linija B predstavljaju oznake krajeva PROFIBUS kabla.

RS-485 tehnologija prenosa se odlikuje jednostavnošću i niskom cenom, a primenjuje se u sistemima gde se zahteva velika brzina prenosa. Moguće brzine prenosa su između 9.6 kbit/s i 12Mbit/s. Maksimalan broj uređaja koji se može povezati na jedan segment linije je 32. Veći broj uređaja zahteva korišćenje  ripiter između pojedinačnih segmenata. Maksimalna dozvoljena dužina linije unutar jednog segmenata zavisi od brzine prenosa i manja je što je brzina prenosa veća. 

## Spoljašnje veze
- Američki ogranak PI
- PROFIBUS opis protokola[мртва веза]
- PROFIBUS & PROFINET International
- PROFIBUS Uputstvo od Prof. Max Felser - onLine verzija